# Le Kaïd, chef marocain
Cet article possède un paronyme, voir Le Caïd.
Le Kaïd, chef marocain, est un tableau orientaliste à l'huile sur toile du peintre français Eugène Delacroix, daté et signé de 1837, et conservé au Musée d'Arts de Nantes.

## Réalisation
Delacroix s'inspire de son étape à El Ksar El Kébir le 9 avril 1832, durant laquelle il a assisté à des souhaits de bienvenue pacifiques de la part d'un chef marocain.

## Parcours du tableau
Le Kaïd, chef marocain est exposé au Salon de peinture et de sculpture de Paris en 1838. L'exposition à Nantes l'année suivante donne lieu à son achat par le Musée des beaux-arts de Nantes. Ce tableau est connu sous de nombreux autres noms, dont « Chef marocain visitant une tribu », « L'offrande du lait », « Chef arabe dans une tribu », et « La Halte, ou le Kaïd marocain acceptant l'hospitalité des pasteurs ».

## Réception
Le Kaïd, chef marocain, est qualifié par la critique d'esquisse plutôt que de tableau fini : « Le mouvement, dit un critique, en est énergique et naturel, l'expression vivante et vraie ; si le dessin n'est qu'indiqué, la couleur, qui revêt les formes indécises, est répandue sur toute la composition avec la profusion d'un homme qui connaît sa richesse et aime à en jouir. Mais ajoutons aussi, avec un autre critique, que ces touches de couleur pures et vierges, si belles de loin, ne le sont plus du tout de près, et ne présentent plus qu'une couche confuse d'empâtements, sous lesquels toute forme distincte des objets, tout dessin, tout modelé, disparaissent. C'est la un des inconvénients généraux de ce procédé de peinture ; mais M. Delacroix ne se donne pas assez de peine pour l'amoindrir, et son travail pourrait gagner beaucoup en délicatesse, en fini, en précision dans le détail, sans que l'effet général en souffrit. »